# Gélose au désoxycholate
La  gélose  lactosée  au  désoxycholate  est  un  milieu  sélectif  utilisé  pour  le  dénombrement  des  bactéries coliformes dans les eaux, le lait, les produits laitiers et les autres produits alimentaires. Ce milieu  est  également  employé  pour  la  différenciation  et  l’isolement  des  entérobactéries  à  partir  des  prélèvements d’origine animale. 

## Composition
- peptone	10,0 g
- citrate de sodium	1,0 g
- lactose	10,0 g
- rouge neutre	0,03 g
- désoxycholate de sodium	1,0 g
- chlorure de sodium	5,0 g
- hydrogénophosphate de potassium	2,0 g
- agar	13,0 g
- pH = 7,3

## Lecture
Les colonies sont des colonies de bacilles Gram -. Des Enterococcus peuvent cultiver sur ce milieu.Colonies rouges : lactose +Colonies incolores ou jaunes : lactose -Certaines compositions (Diagnostics Pasteur) ajoutent du citrate de fer III.